# Marcel Rodek
Marcel Rodek (ur. 7 listopada 1988) – czeski futsalista, reprezentant Czech. 
Rodek występował w czeskich FC Benago Zruč nad Sázavou, z którym zdobywał brązowe medale krajowego czempionatu oraz w CC Jistebník i FC Mikeska Ostrava. Łącznie w najwyższej klasie rozgrywkowej w Czechach wystąpił w 172. meczach i strzelił 106. bramek. W 2014 roku otrzymał od trenera Tomáša Neumanna powołanie na Mistrzostwa Europy, które odbywały się w Belgii i wystąpił w dwóch meczach fazy grupowej, w których reprezentacja Czech przegrała 1:8 z Hiszpanami i zremisowała 3:3 z Chorwatami. W tym samym roku ze swoją reprezentacją zajął drugie miejsce w Pucharze Kontynentalnym rozgrywanym w Kuwejcie, w którym w finale jego drużyna uległa Argentyńczykom 2:6.